# Mike Mayhew
Mike Mayhew (* 1980) ist ein neuseeländischer Maler mit Wohnsitz in Canterbury, Neuseeland. er gehört zu den Stuckisten.

## Leben und Kunst
Mayhew besuchte 1999 den One-year foundation arts course am Hagley College in Christchurch und absolvierte von 2000 bis 2003 ein Studium des Bachelor of Design an der School of Art and Design am Christchurch Polytechnic.
Im Jahr 2006 war er einer der Künstler aus der Richtung der Stuckisten in der Kunstausstellung The Triumph of Stuckism in der John Moores University Hope Street Gallery in Liverpool, kuratiert auf Einladung von Colin Fallows, Professor der Liverpool School of Art and Design, von dem Maler Naive John. Diese Ausstellung war Teil der Liverpool Biennale im Jahr 2006.